# William Maury
William Maury (Millau, 12 de juny de 1969) és un autor i dibuixant de còmic francés, autor de la sèrie Les Sisters, amb guions de Christophe Cazenove. També signa amb els pseudònims Willmaury o de William.

## Biografia
William Maury va descobrir la seua passió pel dibuix de jove. Autodidacte, va començar il·lustrant en algunes revistes regionals (Aveyron Mag, Lozère Mag i Cantal Mag) la sèrie les enquêtes culinaires humoristiques du commissaire Magret. Publica el seu primer còmic en la revista Aveyron BD, una història medieval anomenada Alban de Montcausson, amb guions d'un amic de William, Philippe Ajalbert.
En 2004, William comença a col·laborar amb el cineasta Georges Lautner en una sèrie policíaca anomenada Baraka, publicada a Emmanuel Proust éditions. Faria de col·lorista per a diversos àlbums de la mateixa editorial.
A principis de 2006, William va crear unes historietes en blanc i negre basades en les seues filles, Wendy i Marina. Estes historietes les publicava un weblog. Esta col·laboració seria la base per a la seua sèrie més reeixida, Les Sisters, co-guionitzada per Christophe Cazenove, guionista habitual de l'editorial Éditions Bamboo, que publicaria la sèrie des de 2007.